# Роо (футбольний клуб)

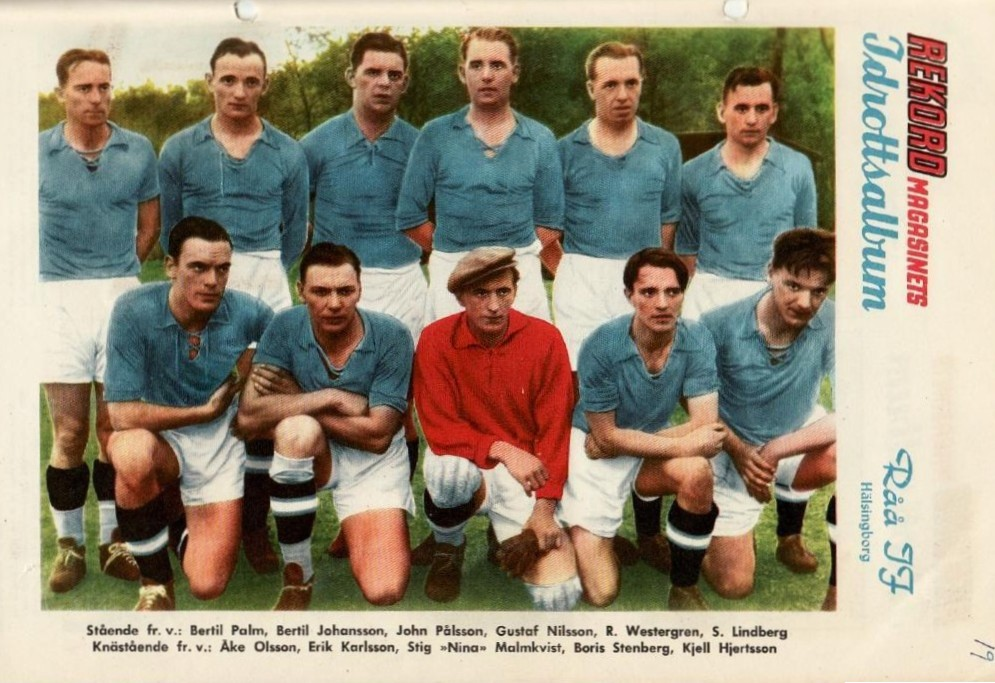
Роо ФФ (1951)

Роо ІФ (швед. Råå Idrottsförening) — шведський футбольний клуб із рибальського селища Роо біля Гельсінборга.

## Історія
Клуб заснований 25 березня 1921 року. 
Провів у Аллсвенскан 2 сезони (1950-1952): зіграв 44 матчі, в яких здобув 16 перемог, 8 нічиїх і 20 поразок, різниця м'ячів 66-85.	 
Тепер виступає у 6-й лізі Швеції (Дивізіон 4, група «Західна Сканія»).

## Досягнення
Аллсвенскан:
- 2-е місце (1): 1950/51.

Кубок Швеції:
- Володар Кубка (1): 1948